# Albese con Cassano
Albese con Cassano là một đô thị ở tỉnh Como, Lombardia, Italia. Đô thị này có diện tích 8 km2, dân số 3986 người.